# Athènes
Pour l’article homonyme, voir Athene.
Athènes (en grec : Αθήνα / Athína, /a.ˈθi.na/ ; en grec ancien : Ἀθῆναι / Athễnai — le nom est toujours pluriel) est la plus grande ville et la capitale de la Grèce. En 2011, elle compte 664 046 habitants intra-muros sur une superficie de 39 km2. Son aire urbaine, le Grand Athènes, qui comprend notamment le port du Pirée, en compte plus de 4 millions. Berceau de la civilisation occidentale et dotée d'un riche passé, la ville est aujourd'hui le cœur politique, économique et culturel de la République hellénique, dont elle accueille la plupart des institutions, comme le Parlement, la Cour de cassation et le siège du Gouvernement.
Athènes est l'une des plus anciennes villes au monde, avec une présence humaine attestée dès le Néolithique. Fondée vers 800 av. J.-C. autour de la colline de l'Acropole — par le héros Thésée, selon la légende —, la cité domine la Grèce au cours du Ier millénaire av. J.-C. Elle connaît son âge d'or au Ve siècle av. J.-C., sous la domination du stratège Périclès : principale puissance militaire de Grèce, à la tête d'une vaste alliance de cités, elle est également le cœur culturel de la Méditerranée. La démocratie athénienne connaît une vie intellectuelle importante, rassemblant des philosophes antiques (Socrate, Platon, Aristote), des auteurs de théâtre (Eschyle, Sophocle, Euripide, Aristophane) et l'historien Thucydide. De nombreux témoignages de cette période faste ont été conservés, comme le Parthénon, l'Agora (qui comprend notamment le temple d'Héphaïstos), l'Olympéion, le théâtre de Dionysos ou encore le Stade panathénaïque.
Intégrée au royaume de Macédoine, puis à l'Empire romain, devenu par la suite l'Empire byzantin — période durant laquelle fut bâti le monastère de Daphní —, Athènes est conquise par l'Empire ottoman en 1456 et reste sous sa domination jusqu'en 1833, année de l'évacuation définitive de l'Acropole. Elle devient la capitale du royaume de Grèce nouvellement indépendant en 1834 et connaît une importante croissance urbaine. Occupée lors des deux guerres mondiales, la ville est ravagée par les destructions de la guerre civile grecque (1946–1949). Durant la seconde moitié du XXe siècle, Athènes devient le cœur économique et universitaire d'une Grèce en plein développement, dont les symboles sont les grandes avenues commerçantes telles que l'avenue Kifissías ou l'avenue Vasilíssis Sofías. Frappée de plein fouet par la crise grecque depuis 2009, la ville a perdu plusieurs dizaines de milliers d'habitants et fait face à d'importantes difficultés économiques.
La ville s'étend sur la plaine d'Attique, sur les rives de la mer Égée. Elle est le chef-lieu du district régional d'Athènes-Centre et la capitale de la périphérie d'Attique, mais aussi celle du diocèse décentralisé du même nom. Le quartier le plus ancien, Pláka, est situé en contrebas de l'Acropole et comprend notamment la place Monastiráki. Kolonáki est le quartier huppé, à proximité de la place Sýntagma. Enfin, Exárcheia est le quartier alternatif et branché de la ville, foyer de l'anarchisme en Grèce et de la contestation populaire depuis la crise. Grâce à son climat méditerranéen et ses nombreux musées, comme le musée de l'Acropole ou le musée national archéologique, Athènes est l'une des principales destinations touristiques d'Europe. En 1985, elle a été désignée comme capitale européenne de la culture, et en 2018, comme capitale européenne de l'innovation. Elle a également accueilli les Jeux olympiques d'été en 1896 et en 2004.

## Géographie

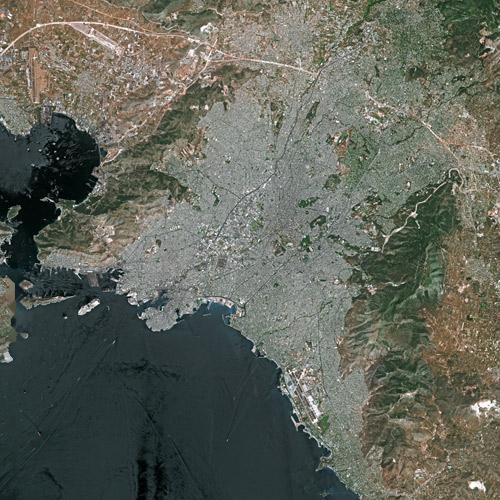
Athènes vue par le satellite Spot.

### Site
Athènes s'étend sur la plaine d'Attique, dominée par les monts Ægialée (en) à l'ouest, Parnès au nord, Lycabette au nord-est (mont faisant partie de la chaîne Pentélique) et Hymette à l'est. Le golfe Saronique borde quant à lui la ville au sud-ouest. En raison de ces limites naturelles, il est peu probable de la voir s'étendre davantage. Par ailleurs, la géomorphologie d'Athènes contribue beaucoup aux problèmes de pollution atmosphérique, surnommée le néfos, dont elle souffre aujourd'hui. Los Angeles aux États-Unis connaît d'ailleurs la même géomorphologie et les mêmes conséquences.[réf. nécessaire]
Les terres sont rocailleuses et peu fertiles. La ville antique était construite au pied de l'Acropole. Dans l'Antiquité et jusqu'au début du XXe siècle, le port du Pirée (en grec, Pireas) était une ville bien distincte mais il fait aujourd'hui partie de la ville[réf. nécessaire].

### Morphologie urbaine
Les quartiers de Pláka (situé au pied de l'Acropole), Kolonáki, Monastiráki, Psyrí et Exárcheia (ou Exarchia) constituent le centre de la ville moderne. Lorsqu'Athènes est devenue la capitale du royaume de Grèce au XIXe siècle, les architectes allemands ont tenté de créer une ville nouvelle de style néoclassique autour des places Omónia (la Concorde en grec moderne) et Sýntagma (la Constitution). Ces places restent des centres névralgiques, et la plupart des monuments et musées se trouvent dans ces quartiers (le Parlement occupe le bâtiment du palais royal sur Sýntagma), mais pour le reste, le style néoclassique ne saute pas aux yeux, les bâtiments subsistants étant noyés dans les constructions environnantes[réf. nécessaire].
Les parties nouvelles de la ville sont pour la plupart en béton gris et souffrent d'un manque d'espaces verts. Les Athéniens ont surnommé leur ville Tsimentoupolis ou Tsimentopoli (« la ville de ciment » ou « la ville de béton »).

### Climat
Le climat est méditerranéen (classification de Köppen : Csa), les étés sont chauds et secs, les hivers sont doux. Les influences continentales sont présentes aussi, en raison des montagnes qui bordent le tour de la ville. Athènes est une ville sèche (414 mm de précipitations annuelles), la sécheresse estivale dure en réalité d'avril à octobre. Les mois de juillet et d'août sont les plus chauds et les plus secs. Lorsque le vent du nord souffle sur Athènes en hiver, il peut apporter des précipitations sous forme de neige, qui tombent surtout sur la banlieue nord de la capitale. Le 9 janvier 2017, d'importantes chutes de neige se sont produites à Athènes en raison d'une vague de froid exceptionnelle en Europe centrale. Les tempêtes de neige sont peu fréquentes ; cependant, lorsqu'elles surviennent, elles causent de graves perturbations. Athènes détient le record de la plus haute température enregistrée en Europe, le 10 juillet 1977 : 48 °C (118,4 °F)[réf. nécessaire].
| Mois                              | jan. | fév. | mars | avril | mai  | juin | jui. | août | sep. | oct. | nov. | déc. | année |
| --------------------------------- | ---- | ---- | ---- | ----- | ---- | ---- | ---- | ---- | ---- | ---- | ---- | ---- | ----- |
| Température minimale moyenne (°C) | 6,8  | 6,8  | 8,8  | 11,7  | 15,8 | 20,6 | 23,6 | 23,8 | 19,8 | 15,9 | 11,7 | 8,8  | 14,5  |
| Température moyenne (°C)          | 9,9  | 10,2 | 12,5 | 15,7  | 20,5 | 25,5 | 28,5 | 28,6 | 24,1 | 19,5 | 15,1 | 11,7 | 18,5  |
| Température maximale moyenne (°C) | 13,3 | 13,9 | 16,6 | 20    | 25,2 | 30,4 | 33,4 | 33,7 | 28,7 | 23,5 | 18,8 | 14,7 | 22,7  |
| Ensoleillement (h)                | 158  | 168  | 189  | 225   | 304  | 360  | 384  | 360  | 252  | 198  | 144  | 105  | 2 847 |
| Précipitations (mm)               | 56,9 | 46,7 | 40,7 | 30,8  | 22,7 | 10,6 | 5,8  | 6    | 13,9 | 52,6 | 58,3 | 97,6 | 414,1 |

## Étymologie
La formation du toponyme viendrait de la racine indo-européenne ath- signifiant probablement « tête » ou « sommet », puisque la forteresse de l'Acropole, située au sommet de la colline du même nom, constituerait le « noyau fondateur » de la ville. Cela expliquerait d'ailleurs l'origine de la légende mythologique portant sur la naissance d'Athéna selon laquelle la déesse, devenue protectrice de la cité, serait sortie armée de la tête de Zeus[réf. nécessaire].
Le toponyme serait préhellénique,.
- Le pluriel du mot Athènes, d'après Thucydide, est une trace des anciens villages qui fusionnèrent pour fonder la cité[réf. nécessaire].
- En grec ancien, la cité s'appelait Ἀθῆναι / Athễnai et c'est sous ce nom qu'elle est devenue la capitale de l'État grec moderne. Cependant, depuis l'abandon de la katharévousa, dans les années 1970, la forme moderne Αθήνα / Athína est devenue le nom officiel de la ville[réf. nécessaire].

## Histoire

### Antiquité

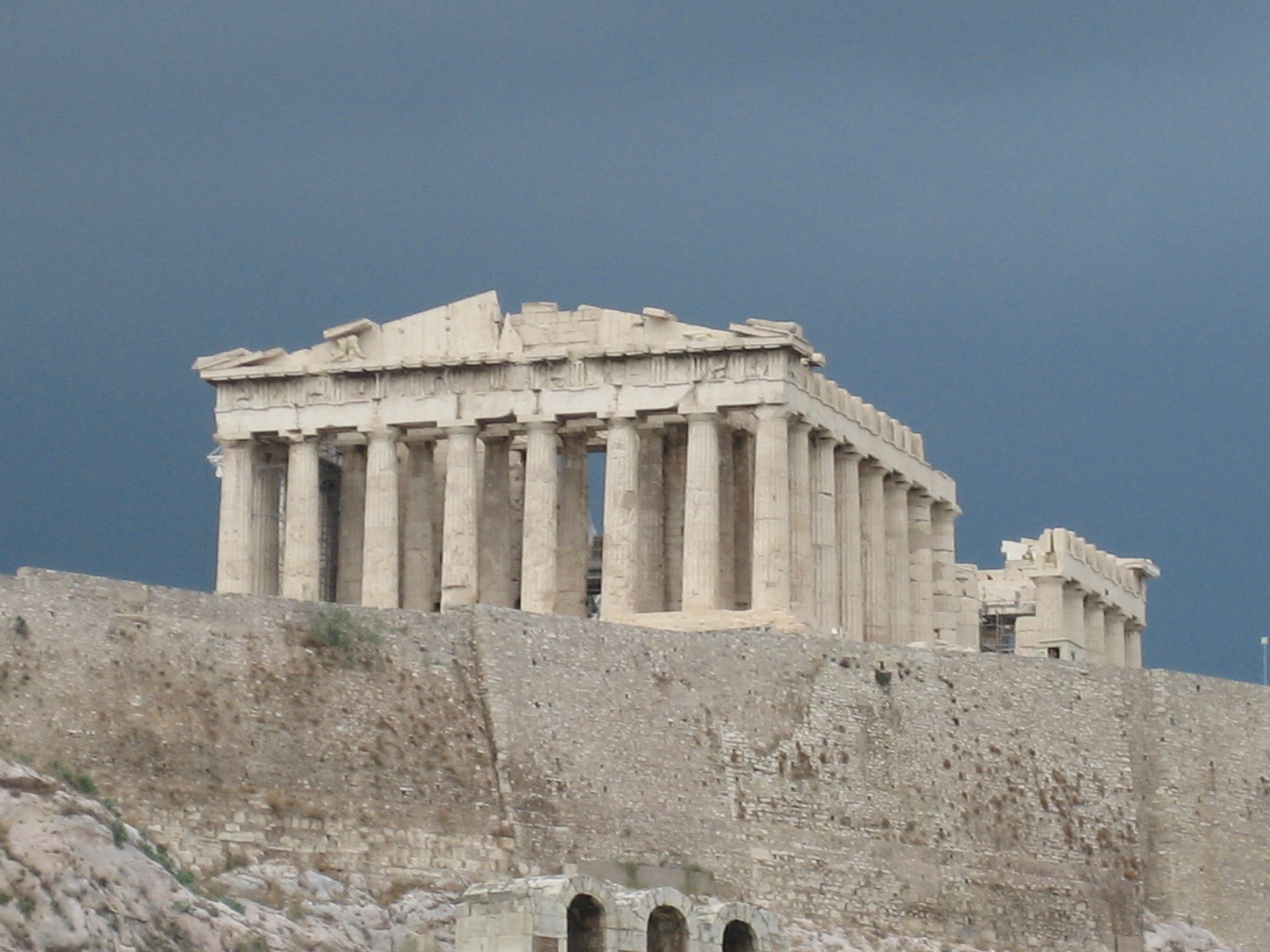
Le Parthénon sur la colline de l'Acropole à Athènes.

Des traces d'occupation humaine sont attestées dès le Néolithique sur le site de l'Acropole. Mais ce n'est qu'à la suite des invasions ioniennes que l'Attique fut organisée en cités, parmi lesquelles Cécropia, la future Athènes.
Suivant l'exemple de la Confédération ionienne méditerranéenne qui a réunie des Grecs d'Asie Mineure en lutte contre les Perses vers 1000 av. J.-C., Cécropia et les villes voisines décident de s'unir.
Athènes fut fondée formellement vers 800 av. J.-C. par le synœcisme de plusieurs villages, partiellement préservés de l'invasion des Doriens. Ce faisant, en tirant parti de la forteresse naturelle de l'Acropole, ils purent résister aux hordes de pillards qui terrorisaient la région. Le pluriel du mot Athènes, d'après Thucydide, est une trace des anciens villages qui fusionnèrent pour fonder la cité. Selon la légende, c'est le héros Thésée, vainqueur du Minotaure, qui dirigea cette unification de l'Attique.
Athènes était l'une des cités dominantes en Grèce au cours du Ier millénaire av. J.-C. Son âge d'or fut atteint sous Périclès, au Ve siècle av. J.-C., où sa domination était à la fois politique, financière (grâce aux mines d'argent du Laurion et au tribut), militaire et culturelle. C'est à cette époque qu'Athènes fut qualifiée de « capitale (ἄστυ [astu]) de la Grèce » (Isocrate). Rapidement, Athènes transforma la ligue de Délos en un véritable empire qui fut dissous à la fin de la guerre du Péloponnèse qui l'opposa à Sparte.
Le philosophe Aristote né en 384 av. J.-C. participa beaucoup à la vie intellectuelle d'Athènes, notamment en rédigeant son traité intitulé Politiques, où il critiqua la démocratie athénienne.
La bataille de Chéronée, remportée en 338 av. J.-C. par Philippe II de Macédoine, fit entrer Athènes dans le nouvel Empire macédonien. La cité, qui demeura le grand foyer de la civilisation grecque, bénéficia jusqu'au IIe siècle av. J.-C. de nouveaux aménagements et de travaux d'embellissement menés sous la houlette de Lycurgue. Après la mort d'Alexandre le Grand en 323 av. J.-C. et le découpage de l'Empire macédonien, la ville, encore sous domination des rois de Macédoine, sombra dans l'oubli.

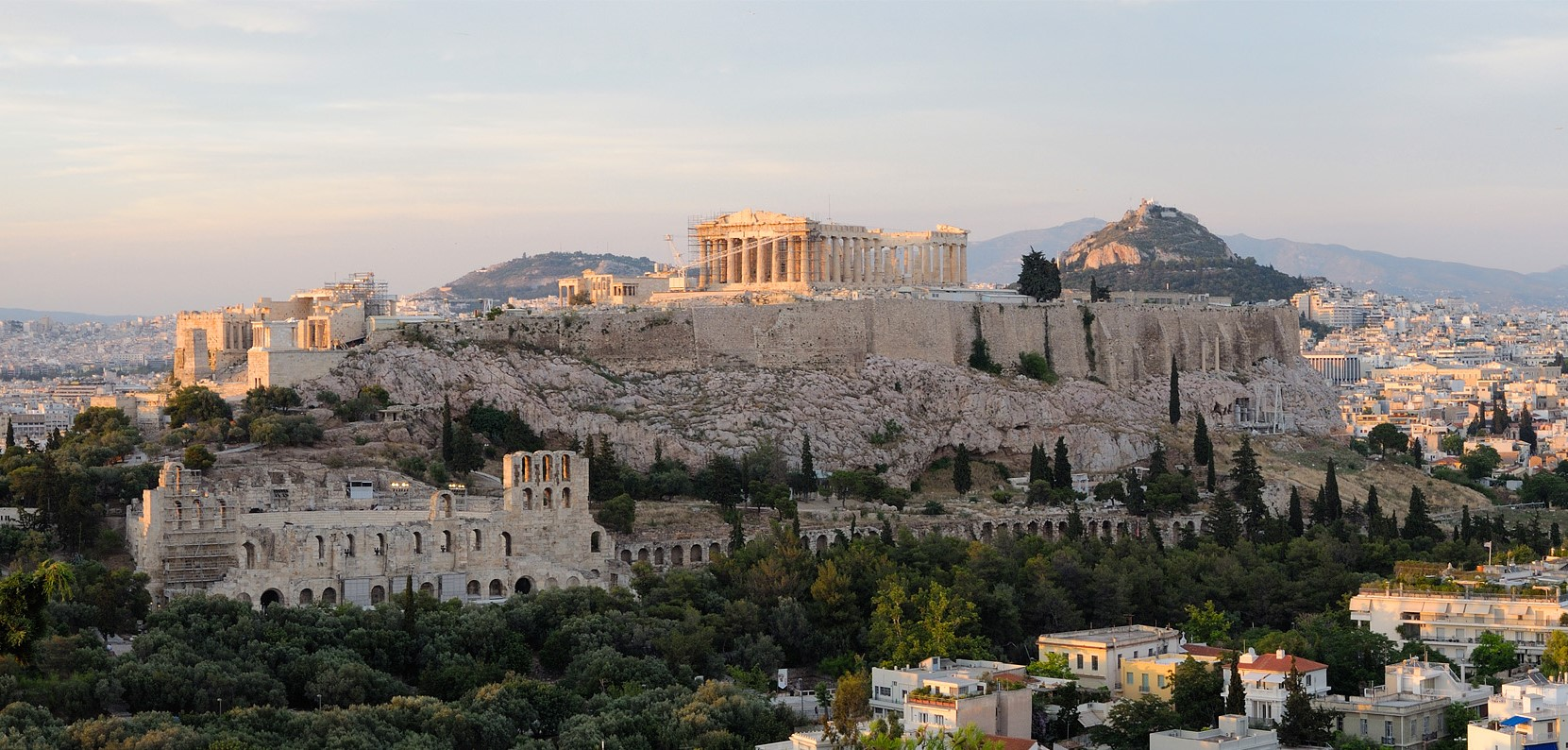
L'acropole d'Athènes.

Conquise par le Romain Sylla, en 86 av. J.-C., Athènes perdit ses remparts et son rôle politique mais resta néanmoins un véritable phare intellectuel grâce à la Pax Romana qui s'instaura. Séduits par la culture et l'art de vivre athéniens, les Romains en copièrent les œuvres d'art et les mœurs et ne cessèrent d'embellir la ville : la tour des Vents, le temple de Rome et d'Auguste sur l'Acropole, l'agora romaine, le théâtre de l'Odéon dans l'ancienne agora sont parmi les monuments édifiés à cette époque. Aux alentours de l'an 1, la ville comptait ainsi environ 300 000 habitants.
À partir de 53, les prêches de saint Paul devant l'Aréopage ne donnèrent qu'un faible écho au christianisme à Athènes ; Paul réussit cependant à convertir un membre du vénérable tribunal, Denys l'Aréopagite ou Dionysius, et une femme, Damaris (Ac 17,33-34).
Plus tard, l'empereur Hadrien (117–138), particulièrement attaché à la Grèce, continua les travaux d'urbanisme de ses prédécesseurs : la bibliothèque qui porte son nom, l'Olympion (temple de Zeus), de nouvelles routes et des aqueducs furent construits sous son règne. Sous le règne d'Antonin le Pieux, un richissime Athénien, Hérode Atticus, fit bâtir entre 140 et 144 un gigantesque stade en marbre situé au-delà de l'Ilissós ; il édifia plus tard, en mémoire de sa défunte épouse, l'Odéon qui porte son nom, construit en l'an 161.

#### Liste des dirigeants d'Athènes
Jusqu'en 752 av. J.-C., Athènes était une monarchie. Après la chute de la royauté, le trône est remplacé par un gouvernement oligarchique : l'archontat.
- 632 av. J.-C. : Cylon († 632 av. J.-C.). Aristocrate athénien, il organisa un coup d'État pour tenter d'imposer sa tyrannie à Athènes. Mégaclès, archonte d'Athènes cette année-là, le fit mettre à mort avec ses partisans, alors qu'ils s'étaient réfugiés sur l'Acropole, auprès des autels des dieux. Un an plus tard, à la fin de l'archontat de Mégaclès, celui-ci et sa famille, les Alcméonides, furent bannis d'Athènes pour ce sacrilège. Ils ne furent autorisés à rentrer à Athènes que sous l'archontat de Solon, en 594 av. J.-C. Ils seront de nouveau exilés sous la tyrannie de Pisistrate.
- 561–560 av. J.-C. : Pisistrate (600 – 527 av. J.-C.) (1er règne).
- 556–552 av. J.-C. : Pisistrate (restauration, 2e règne).
- 546–527 av. J.-C. : Pisistrate (seconde restauration, 3e règne).
- 527–514 av. J.-C. : Hipparque († 514 av. J.-C.), fils du précédent. Il règne conjointement avec son frère Hippias.
- 527–510 av. J.-C. : Hippias († 490 av. J.-C.), frère du précédent. Il règne conjointement avec son frère Hipparque, puis seul après la mort de celui-ci.

Après la chute d'Hippias, la famille des Alcméonides fut de nouveau autorisée à s'installer à Athènes. La démocratie athénienne se mit en place entre 508 et 507 av. J.-C.
- 404 – 403 av. J.-C. : Théramène († 404 av. J.-C.), Critias (450 – 403 av. J.-C.), etc.

### Moyen Âge
Durant la période byzantine, Athènes perdit beaucoup de sa gloire pour ne devenir qu'une petite ville de province.
Théodose II, par ses édits de 426 et 439, ordonna la destruction de tous les temples païens. Il fit cependant une exception pour Athènes : ils seraient désaffectés et convertis en églises. Toutefois, les Panathénées continuèrent à être célébrées. Justinien fit appliquer les décisions de Théodose II à partir de 529 : fermeture des écoles philosophiques (principalement néo-platoniciennes), transformées en écoles chrétiennes privées, et conversion des temples en églises : le Parthénon devint la cathédrale de la ville. En effet, le culte de la Vierge (en grec Parthénos) Athéna fut remplacé par celui de la Vierge Marie Mère de Dieu, qualifiée d'Athénienne comme patronne de la cité. L'Érechthéion devint église de la Théotokos (« mère de Dieu »). En 857, l'évêché d'Athènes devint archevêché et le Parthénon devint église métropolitaine. Les temples furent dépouillés de leurs trésors au profit de Sainte-Sophie. Entre le VIe et le VIIe siècle, l'Asclépiéion fut consacré aux saints anargyres Côme et Damien. L'Héphaïstéion fut consacré à saint Georges. Au XIIe siècle, les Propylées devinrent palais épiscopal. De nombreuses églises byzantines furent érigées, bien souvent sur d'anciens sanctuaires païens, telles l'église de la Sainte-Trinité, l'église Saints-Théodore, l'église des Saints-Asomates, l'église des Saints-Apôtres et celle de la Panagía Kapnikaréa.

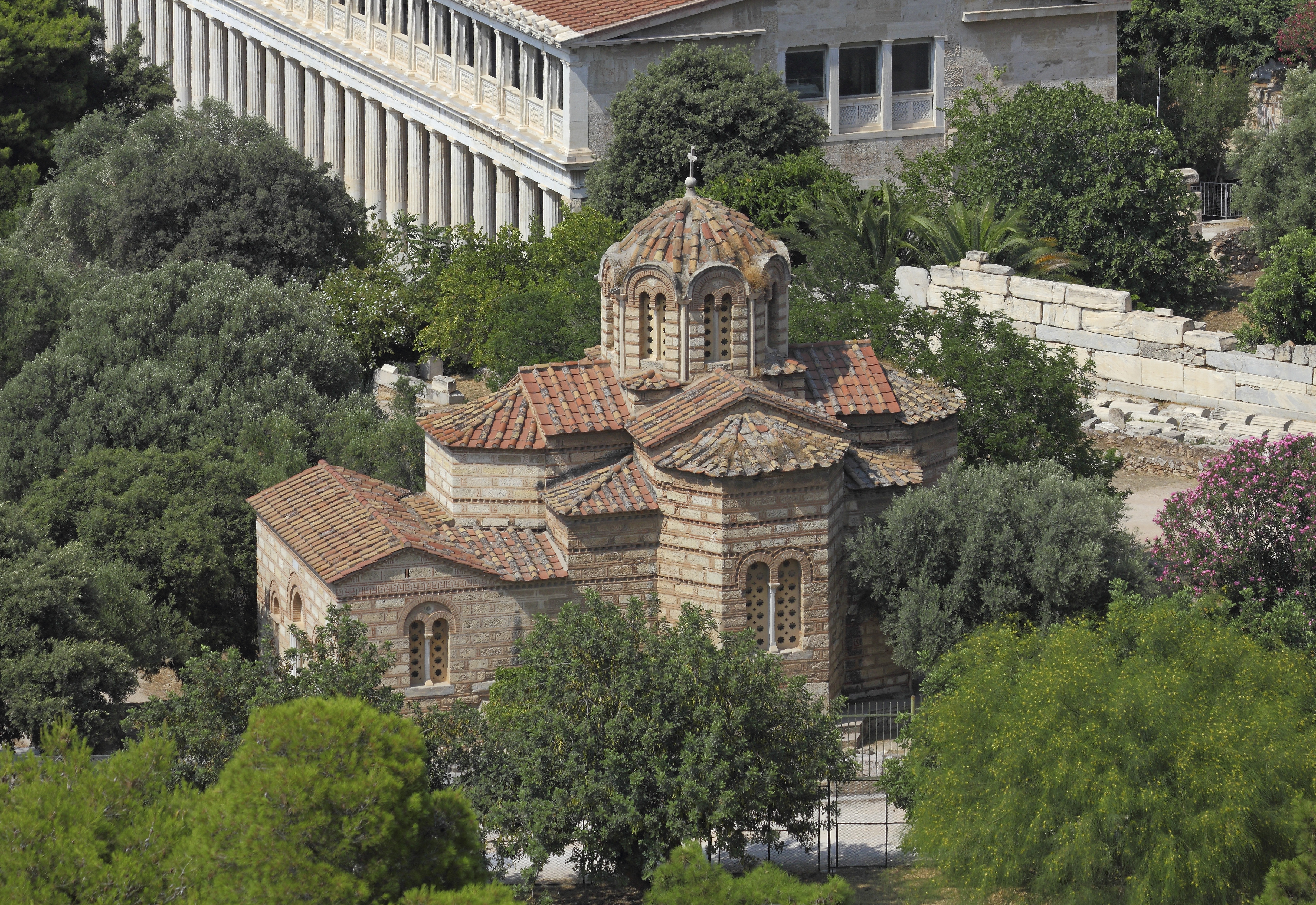
Vue de l'église des Saints-Apôtres depuis l'Aréopage.

En 1146, la ville fut prise par Roger de Sicile. Après l'établissement de l'empire latin de Constantinople en 1204, les Français mirent en place un duché d'Athènes, d'abord gouverné par les sires de La Roche puis ceux de la maison de Brienne. Il fut conquis par la compagnie catalane, avant d'être repris par des Florentins, les Acciaiuoli (1385). Ces derniers rendirent à la ville une partie de son éclat. L'Acropole fut transformée en manoir. Les Florentins se logèrent dans le palais métropolitain des Propylées. Eux ou leurs prédécesseurs firent construire une tour de guet, détruite par Heinrich Schliemann en 1875.

### L'occupation ottomane

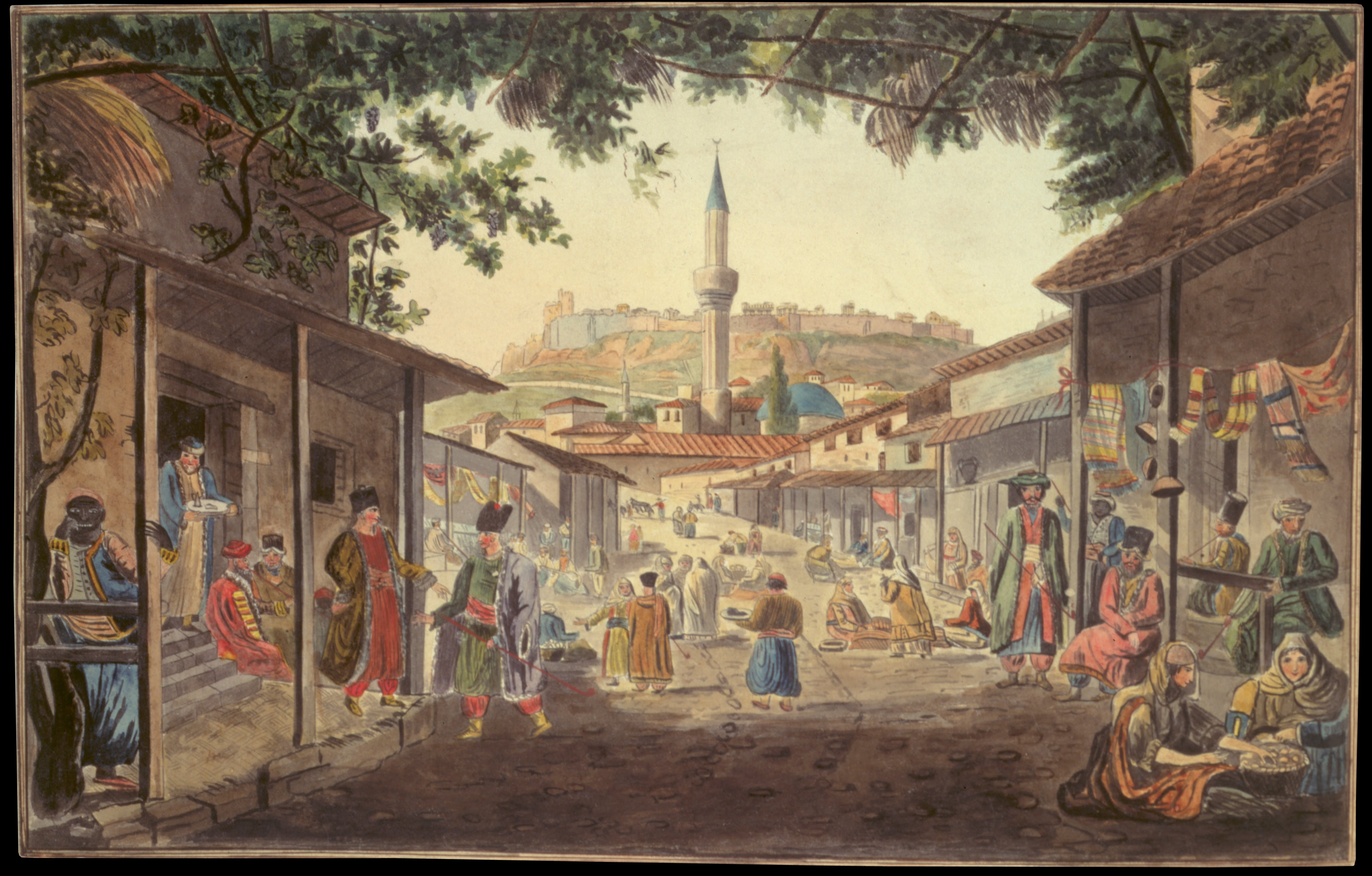
Le bazar d'Athènes, peinture d'Edward Dodwell, musée Benaki.

En 1456, trois ans après la chute de Constantinople, Athènes fut à son tour conquise par les Ottomans, sujets de Mehmed II, à l’exception de l'Acropole, qui résista et ne tomba qu'en 1458. Mehmed II, ébloui par la beauté de la citadelle, ordonna à ses soldats de ne pas saccager la cité sous peine de mort. Les Turcs entourèrent l'Acropole de nouvelles fortifications (le mur de Serpentzé), appuyées sur le portique d'Eumène et l'odéon d'Hérode Atticus. Le Parthénon devint une mosquée. Il fut doté d'un minaret peu après 1466. L'Érechthéion devint le harem du disdar. Le 26 septembre 1687, alors qu'Athènes était assiégée par les troupes de Venise commandées par Morosini, une bombe tomba sur le Parthénon que les Turcs avaient transformé en poudrière. Le temple fut presque totalement détruit. La dégradation se poursuivit au début du XIXe siècle et fut l'œuvre de l'ambassadeur britannique à Constantinople, Thomas Bruce (7e comte d'Elgin), et de ses agents.

### XIXeetXXesiècles
Dès 1821 et le déclenchement de la guerre d'Indépendance, Athènes fut libérée de l'occupation turque, mais les Grecs ne s'emparèrent de la forteresse de l'Acropole qu'en juin 1822 après un long siège. En 1826 et 1827, les Turcs assiégèrent l'Acropole, défendue d'abord par le klephte Gouras et Makriyánnis, puis, après la mort de Gouras, par le général français Fabvier. Toutes les tentatives de dégager la ville, menées par Karaïskákis puis, après son décès par l'amiral Cochrane et le général Church, échouèrent. Les troupes de Rachid Pacha prirent l'Acropole le 27 mai 1827 et y restèrent jusqu'au 12 avril 1833. La ville était quasiment inhabitée lorsqu'elle fut proclamée capitale du royaume de Grèce le 1er décembre 1834, mais elle fut rebâtie dans les décennies qui suivirent.
Le gouvernement s'installa dans une ville en ruines. Les églises furent reconverties pour accueillir les ministères. L'Héphaïstéion devint un musée. Les architectes bavarois du roi Othon proposèrent un schéma directeur en triangle, dirigé vers l'Acropole ainsi mise en valeur, et un plan perpendiculaire. La reconstruction/construction de la ville fut laissée à l'initiative privée. La rue Ermoú (Hermès) marquait alors la frontière entre ville ancienne, médiévale et ville contemporaine.
Un palais royal (devenu depuis siège du Parlement), que certains architectes auraient souhaité installer sur l'Acropole, fut achevé en 1838 sur la place Syntagma. La reine Amélie créa l'année suivante un jardin botanique (devenu depuis les jardins nationaux) à côté du palais.
En 1845, la ville était encore soit un champ de ruines soit un chantier de construction. De grandes maisons néo-classiques émergeaient de terrains vagues à peine déblayés, telles la maison Proveléggios et la maison Lapathiótis. Les rues n'étaient pas encore pavées, ni éclairées, ni réellement aménagées.
Pendant la Première Guerre mondiale, la ville fut occupée par des troupes franco-britanniques à partir du 16 octobre 1916.
Après la guerre gréco-turque et la « Grande Catastrophe » de septembre 1922, l'afflux de plus d'un million de réfugiés en provenance d'Asie Mineure entraîna dans les années 1920 la construction de quartiers entiers.
Pendant la Seconde Guerre mondiale, la ville fut prise par l'Allemagne nazie, le 27 avril 1941, et occupée jusqu'en octobre 1944. Les Allemands organisèrent une famine systématique qui fit de très nombreux morts. Le 3 décembre 1944, le soulèvement communiste commença dans le quartier autour de l'Héphaïstéion, après que les forces de police eurent tiré sur une manifestation le matin même sur la place Syntagma, faisant une vingtaine de morts et plus d'une centaine de blessés. Les Britanniques restaurèrent l'ordre après d'intenses combats de rue et grâce à des renforts venus de Phalère.
La croissance d'Athènes fut très faible pendant les premières années qui suivirent les destructions et les ravages de la guerre civile grecque. Puis la cité recommença à croître.
L'entrée de la Grèce dans l'Union européenne en 1981 apporta de nouveaux investissements à la ville. Enfin, l'accueil des Jeux olympiques d'été de 2004 a été le moteur de nombreux travaux d'infrastructure.
En 1985, Athènes a été déclarée capitale culturelle de l'Europe.

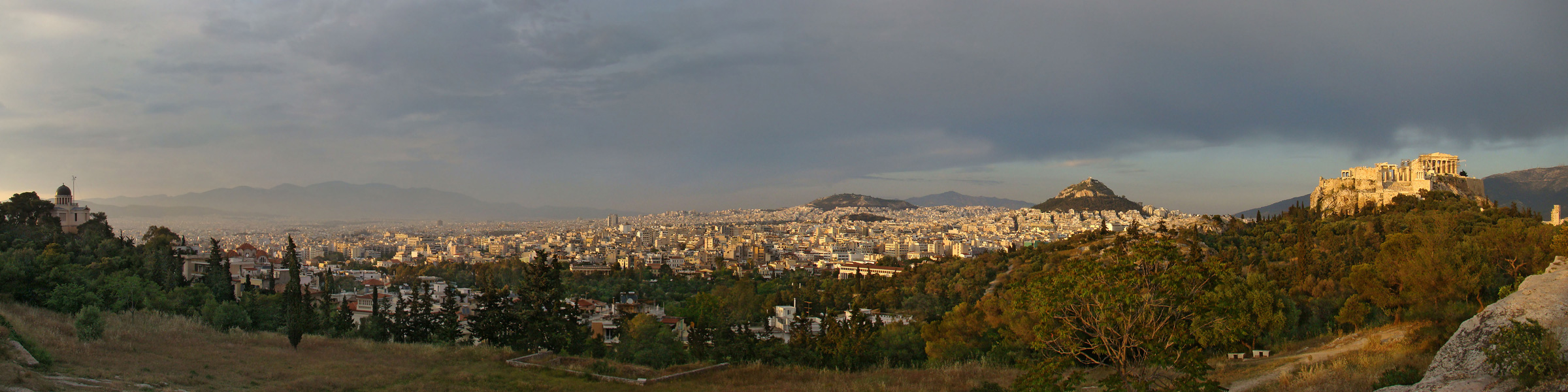
Vue panoramique d'Athènes depuis la colline de Pnyx.

## Influence culturelle
C'est à Athènes que sont notamment nées la démocratie et la philosophie. De fait, la civilisation athénienne est l'un des fondements de la culture européenne et c'est en mémoire de cela que le projet de constitution européenne cite en préambule l'historien Thucydide (Guerre du Péloponnèse, II, 37, 1) :
Χρώμεθα γὰρ πολιτείᾳ […] καὶ ὄνομα μὲν διὰ τὸ μὴ ἐς ὀλίγους ἀλλ’ ἐς πλείονας οἰκεῖν δημοκρατία κέκληται.
« Nous avons une Constitution […] qui est appelée démocratie parce que le pouvoir est entre les mains non d'une minorité, mais du plus grand nombre. »
Athènes a également été le centre culturel de la Grèce classique, et ce dans tous les domaines. Sa conception du beau et du bon a influencé durablement le reste du monde grec, puis romain, et enfin l'Occident.
- céramique

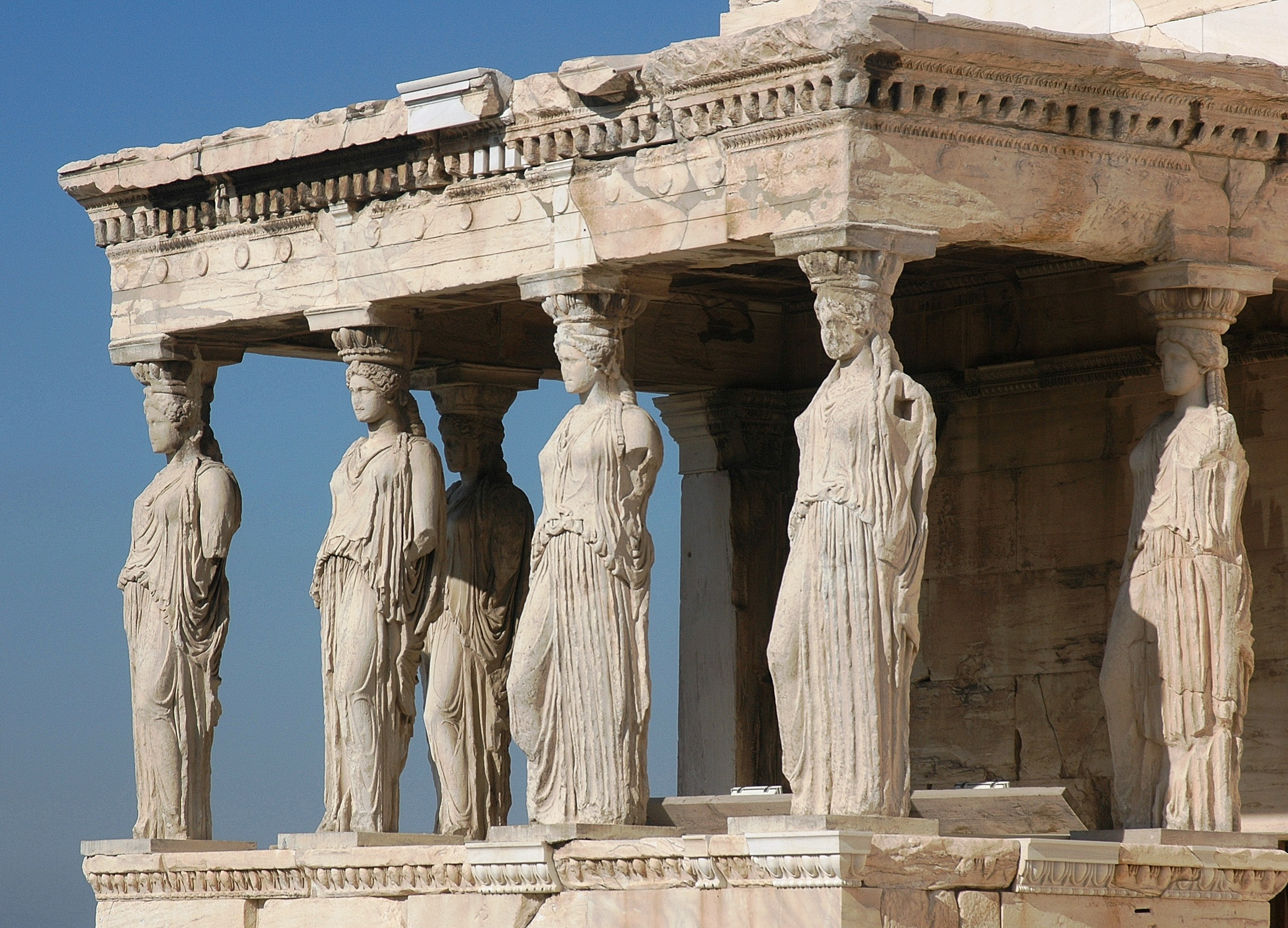
Les cariatides de l'Érechthéion sur l'Acropole.

- théâtre (Eschyle, Sophocle, Euripide, Aristophane)
- rhétorique (orateurs attiques)
- histoire (Thucydide)
- philosophie (Socrate, sophistes, Platon, Aristote)
- architecture (constructions de l'Acropole)
- épigraphie (en tant que science, et qui a engendré la création de nombreux centre d'étude et école dans ce domaine)

En 1976 s'est tenu à Athènes le 61e congrès mondial d'espéranto, dont le thème était « Collaboration internationale des états au niveau régional ».
Athènes a accueilli, du 19 au 23 septembre 1985, le 18e symposium international dans la série des symposiums traitant des sujets spéciaux parrainés par l'Association Internationale de Géologie de l'Ingénieur, organisé par le groupe national grec de l'AIGI. Le thème de « la protection des monuments et des sites historiques » fut spontanément adopté.
Athènes a par ailleurs accueilli les premiers Jeux olympiques modernes en 1896, en souvenir des Jeux olympiques de la Grèce antique. La ville a accueilli de nouveau les Jeux d'été en 2004. Outre le succès sportif et médiatique de l'évènement, ils permettront peut-être d'accroître les investissements étrangers en Grèce en prouvant la capacité du pays à gérer de grands projets.
Depuis la crise financière de 2008, Athènes est devenu un haut-lieu de l'art urbain. La municipalité cherche à encadrer et valoriser ces pratiques artistiques de rue, notamment le graffiti, pour éviter qu'il n'empiète sur le patrimoine historique.

## Attraits de la ville

### Monuments et musées
- le Parthénon sur l'Acropole ;

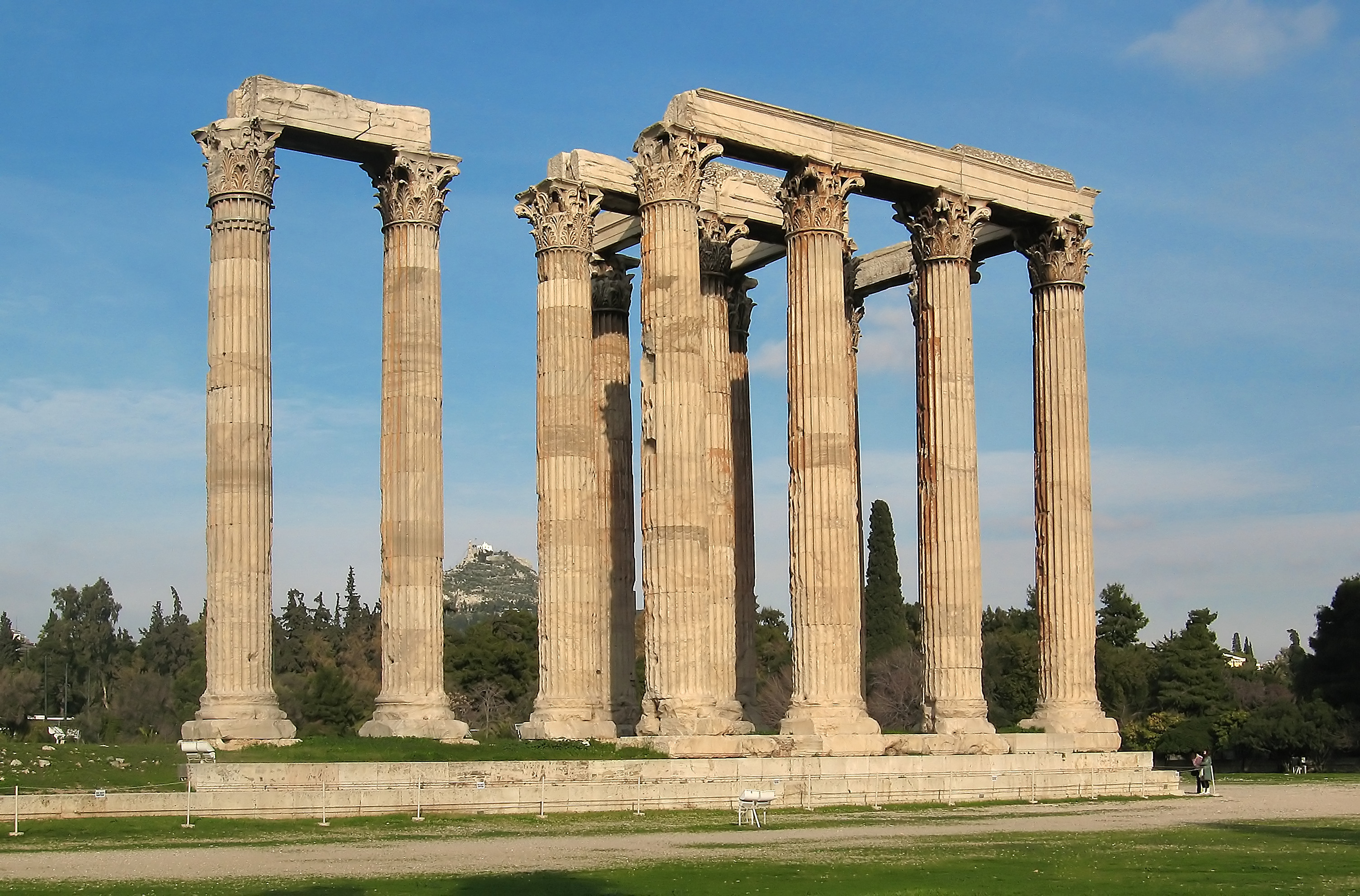
L'Olympiéion.

- l'Agora d'Athènes (centre névralgique de la cité antique) et son musée ;
- l'Agora romaine avec sa mosquée Fethiye et la tour des Vents (une horloge hydraulique construite au Ier siècle av. J.-C.) ;
- l'Héphaïstéion ;
- le théâtre de Dionysos ;
- le Stade panathénaïque, refait par Hadrien et Hérode Atticus et rénové en 1896 ;

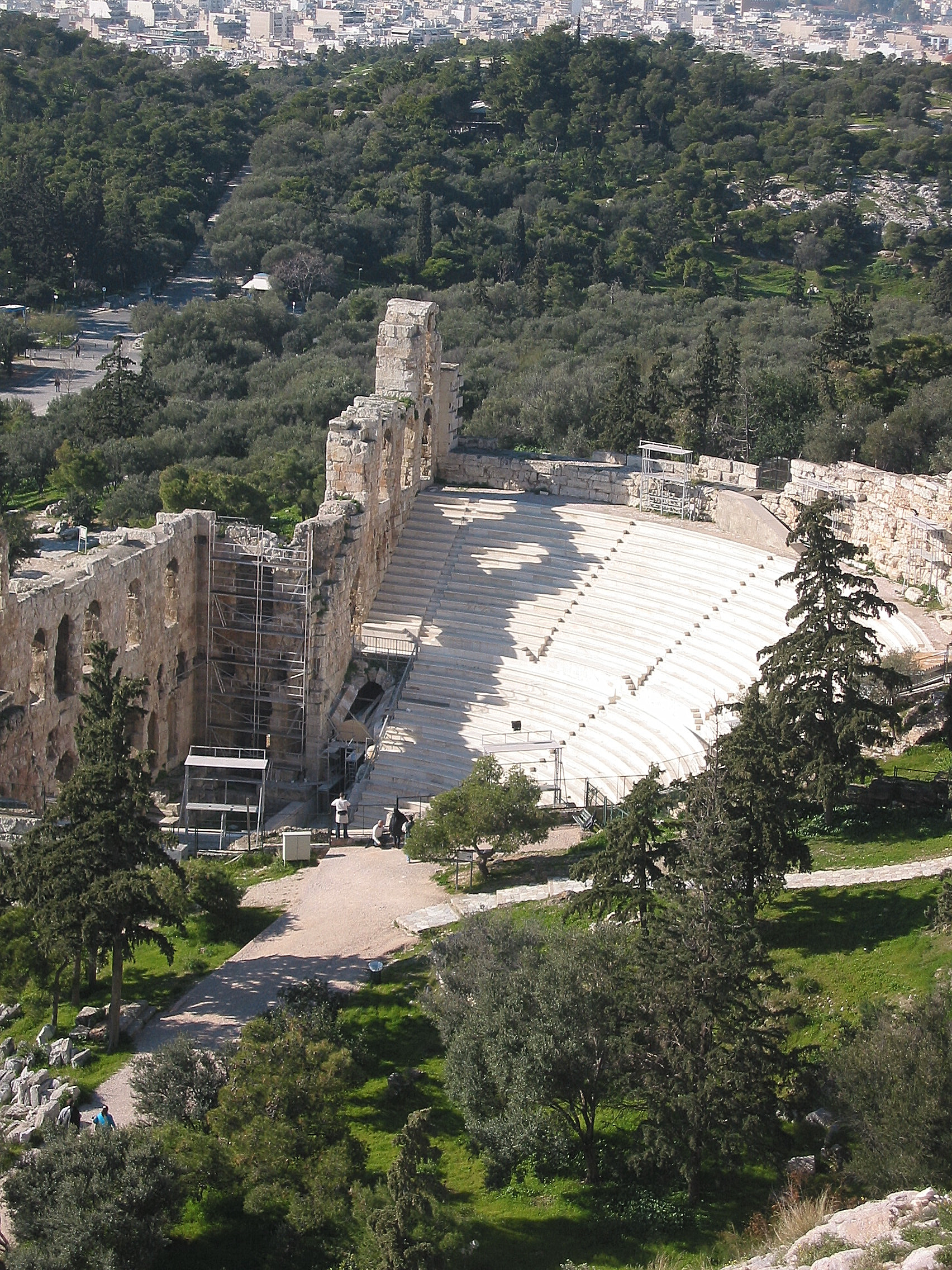
Odéon d'Hérode Atticus, vu de l'Acropole.

- le musée national archéologique d'Athènes qui abrite l'une des plus grandes collections d'art de la Grèce antique ;
- le musée de l'Acropole ;
- le musée byzantin et chrétien d'Athènes, créé pour les collections de la Société archéologique chrétienne, qui dispose d'une annexe dans le palais Ziller-Lovérdos ;
- la pinacothèque nationale d'Athènes ;
- le musée d'art contemporain Goulandrís ;
- le musée Bénaki ;
- le musée national d'art populaire ;
- le musée d'art cycladique ;
- le musée national d'art contemporain d'Athènes ;
- l'Olympiéion, ou temple de Zeus olympien ;
- la nécropole antique du Céramique et son musée ;
- le musée de la Ville d'Athènes ;
- le musée d'Histoire nationale d'Athènes ;
- le musée juif de Grèce, qui décrit l'histoire et la culture des Juifs de Grèce ;
- le musée des Technologies des Grecs de l'Antiquité[15] ;
- le musée Maria Callas.

### Autres attraits
- le marché couvert d'Athènes ;
- le marché aux puces de Monastiráki ;
- les rues de Kolonaki avec ses boutiques chic et ses musées d'art contemporain ;
- le quartier alternatif d'Exarcheia, avec ses disquaires, libraires et musiciens ;
- le mont Lycabette, d'où l'on a une vue panoramique de la ville ;
- le quartier de Pláka, le plus ancien d'Athènes et l'un des plus animés ;
- la place Syntagma et l'ancien palais royal qui abrite le Parlement.

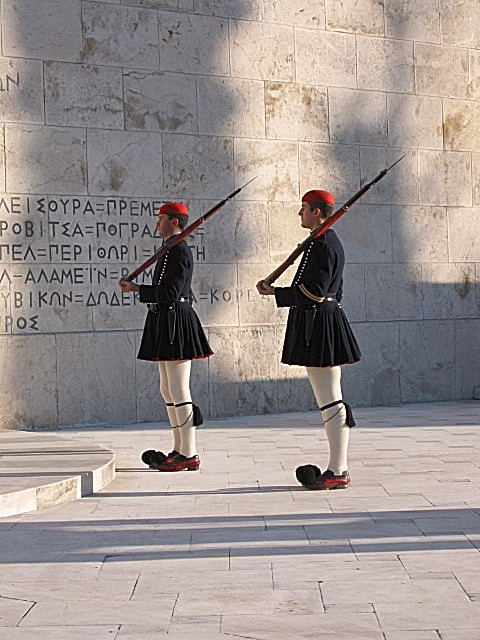
Evzones sur la place Syntagma.
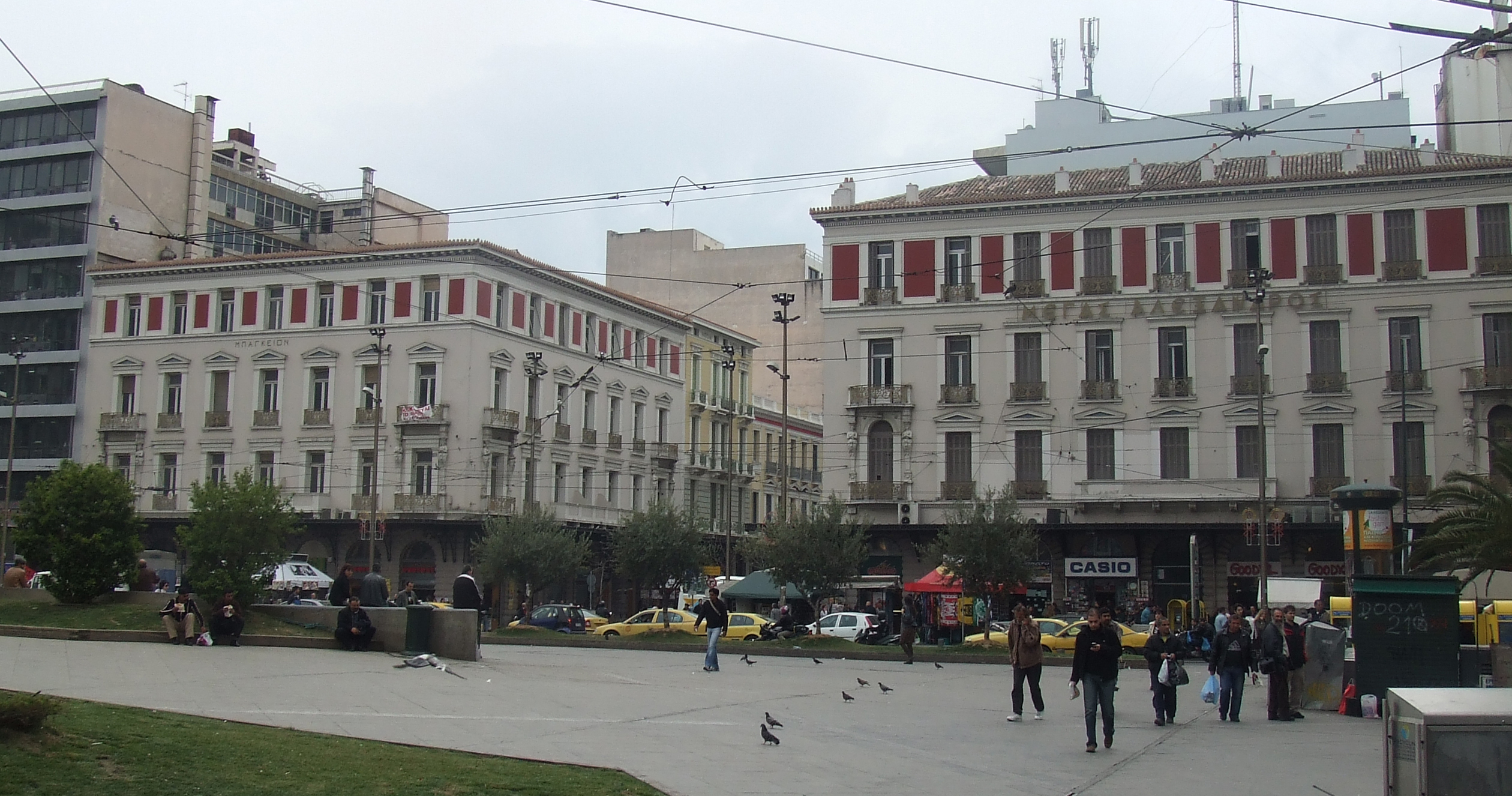
Place Omónia.
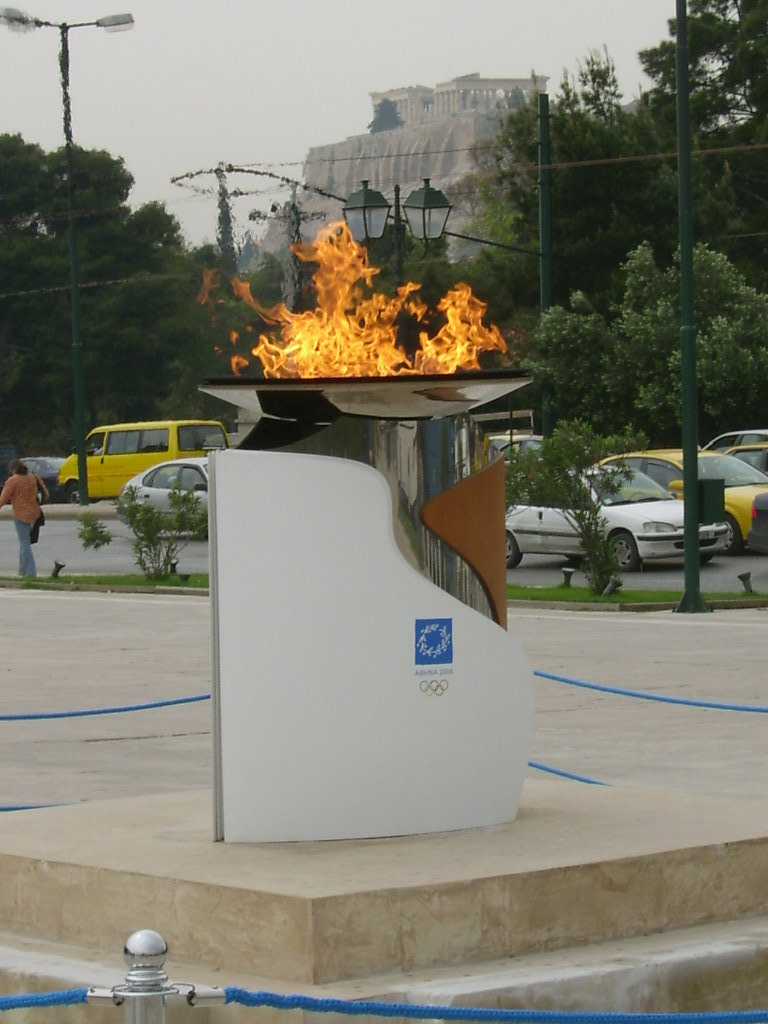
Flamme olympique 2004 et Parthénon.

## Institutions

### Universités et écoles supérieures

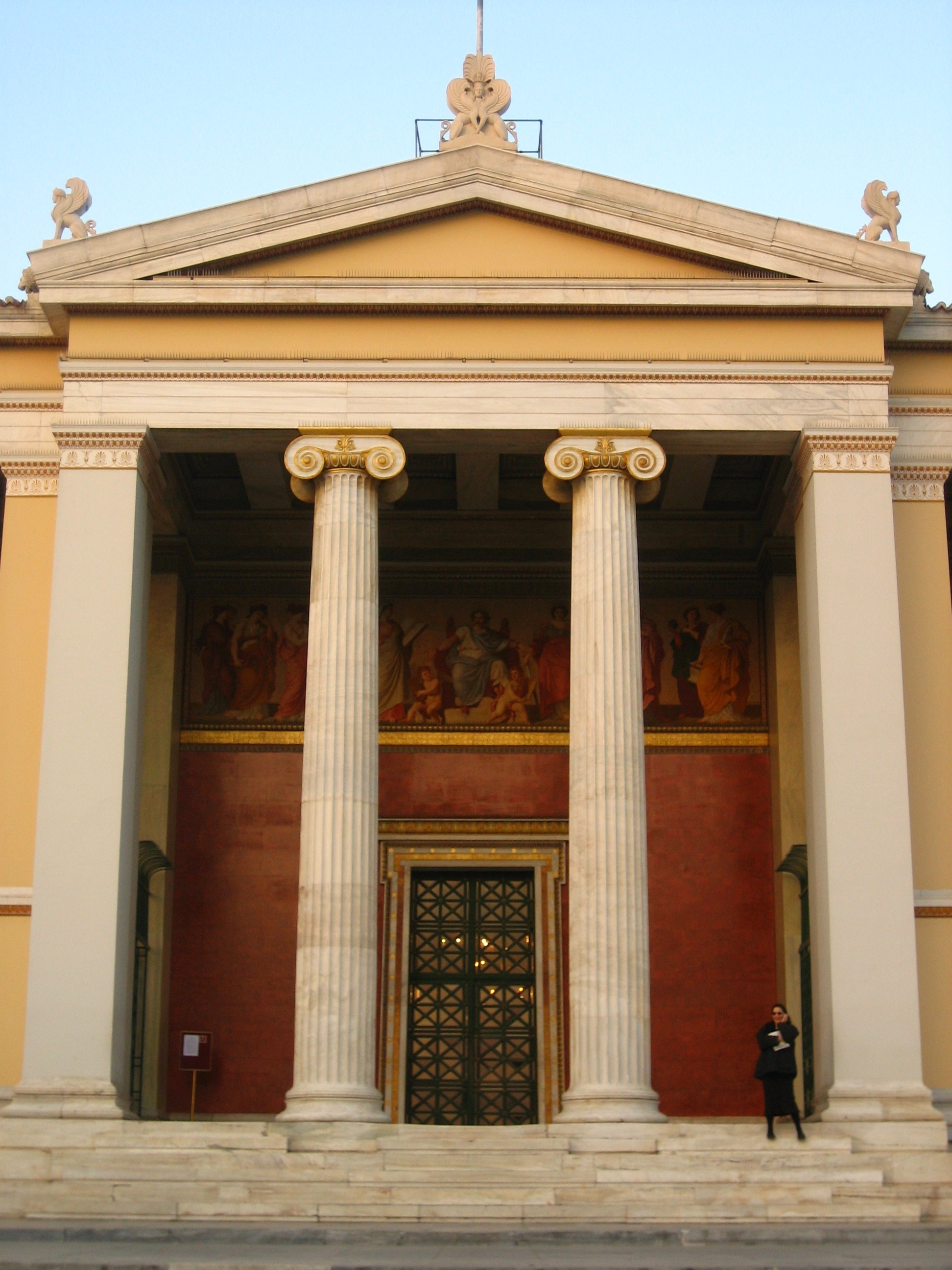
L'Université nationale capodistrienne d'Athènes

- L'Académie d'AthènesL'Université nationale capodistrienne d'AthènesUniversité nationale capodistrienne d'Athènes : fondée en 1837, elle est la plus ancienne université du pays[16] ;
- Université d'économie d'Athènes ;

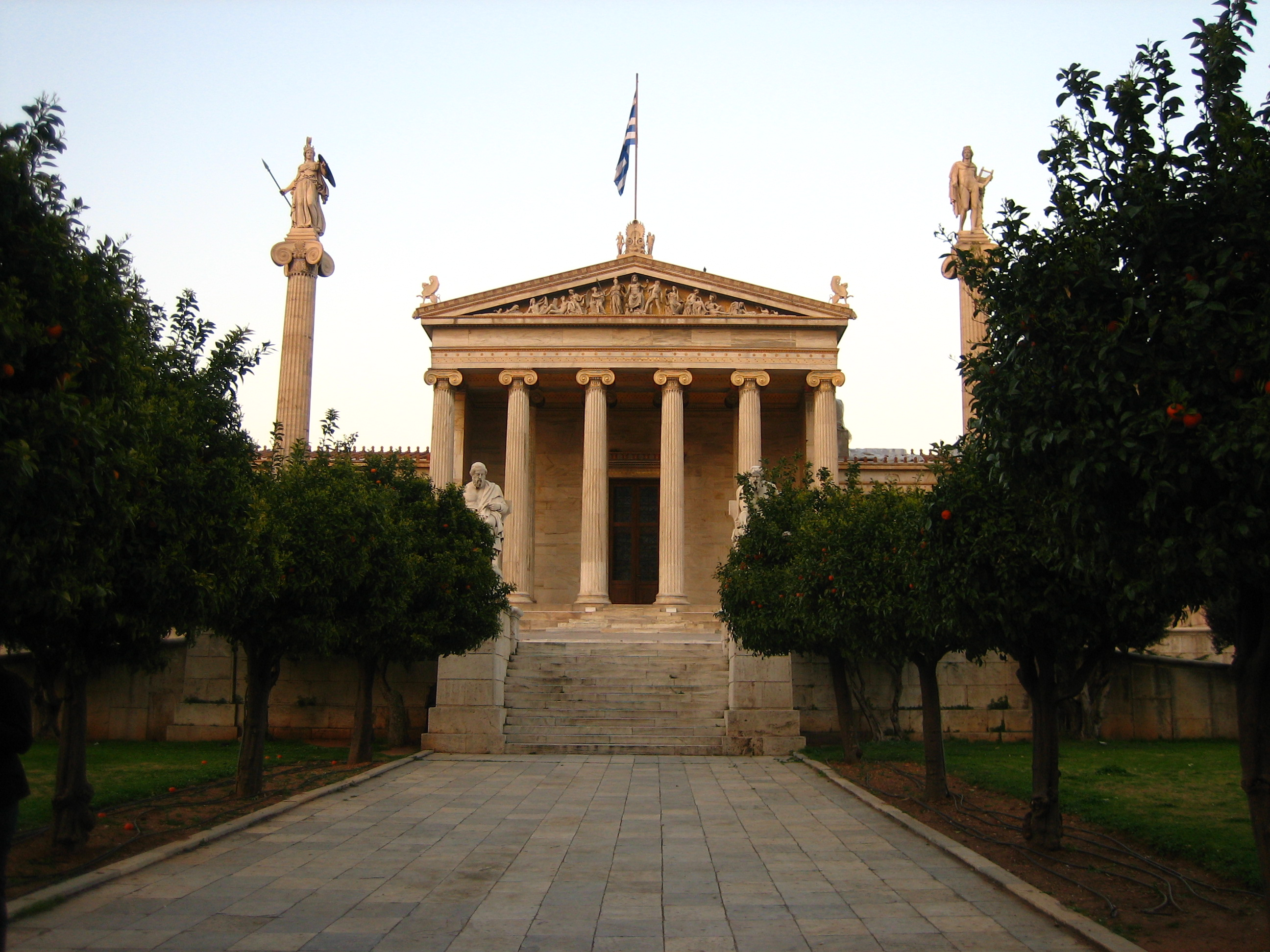
L'Académie d'Athènes

- École française d'Athènes : institution renommée pour ses travaux archéologiques ;
- École d'épigraphie d'Athènes: lieu majeur dans ce domaine ;
- Université polytechnique national d'Athènes ;
- Université d'agriculture d'Athènes ;
- Université de Harokopio (en) ;
- Université Panteion ;
- École des Beaux-arts d'Athènes ;
- Université du Pirée ;
- Collège américain de Grèce.

### Établissements scolaires
- Lycée franco-hellénique Eugène-Delacroix

### Santé

#### Hôpital Evangelismós
L'hôpital Evangelismós, situé dans le quartier de Kolonáki, fut construit à l'initiative de la reine Olga et inauguré en 1884.

#### Hôpital général Laïkó
L'établissement (en grec moderne : Γενικό Νοσοκομείο Αθηνών «Λαϊκό») est un centre hospitalier universitaire public localisé à Athènes, en Grèce. L'hôpital fait partie du système national de santé grec, en particulier, de la première région de soins de santé de l'Attique, et comprend de nombreuses cliniques, laboratoires, services d'hospitalisation et services ambulatoires.
- Histoire

L'hôpital général Laïkó a ouvert ses portes en 1933 en tant qu'entité juridique de droit public à l'emplacement du pavillon de l'Université à Goudí sous l'égide du ministère de la Santé (alors dénommé ministère de l'Hygiène et de la Perception d'État). L'hôpital s'est progressivement agrandi pour inclure davantage de départements, d'équipements et de cliniques et a abrité une école de physiothérapie et de soins infirmiers.
- Départements

L'hôpital général est organisé en trois départements principaux : les départements de pathologie, de chirurgie et le laboratoire de recherche.
Il dispose également de sept centres d'expertise pour les maladies rares.

### Conservatoires et écoles de théâtre
- Conservatoire d'Athènes : fondé en 1871.
- Conservatoire hellénique : fondé en 1919 par Manólis Kalomíris.
- Conservatoire national : fondé en 1926 par Manólis Kalomíris.
- École dramatique du Théâtre national de Grèce : fondée en 1880.

### Église orthodoxe
- Archevêché d'Athènes, à Plaka, rues Metropoleos et Sainte-Philothée.
- Siège du Saint-Synode de l'Église de Grèce à Moni Pétraki, rue Gennadiou (Evangelismos).

### Infrastructures de transport
- Le port du Pirée.
- L'aéroport international d'Athènes Elefthérios-Venizélos à Spata.

### Tourisme
Une étude de l'agence de location de maisons de vacances Holidu sur les villes européennes très exposées à la pression touristique, dans un mouvement d'efforts pour respecter la population locale de ces villes, a montré qu'Athènes est la 15e ville européenne la plus exposée, avec 8 vacanciers par habitant, à égalité avec Prague et Nice.

## Natifs célèbres
- Thémistocle, stratège qui remporta la victoire à la bataille de Salamine.
- Solon, poète et législateur.
- Socrate, philosophe.
- Platon, disciple du précédent.
- Périclès, stratège de la ville de -451 à -429.
- Denys l'Aréopagite.
- Irène l'Athénienne, « empereur » des Romains.
- Philothée d'Athènes (1528 – 1589), sainte patronne de la ville.
- Sevastí Kallispéri (1858 – 1953), enseignante grecque.
- Eléni Lambíri (1889 – 1960), compositrice et cheffe d'orchestre.
- Constantin Papachristopoulos dit Costi (1906 – 2004), sculpteur grec.
- Melina Mercouri (1920 – 1994), actrice, chanteuse et femme politique.
- Dimitri Kitsikis (1935), historien.
- Vassilis Alexakis (1943 – 2021), écrivain franco-grec.
- Eleni Diamanti (1974), spécialiste franco-grecque de la physique quantique.
- Giánnis Antetokoúnmpo (1994), joueur de basketball.
- Stéfanos Tsitsipás (1998), joueur de tennis.

## Population
L'agglomération athénienne est le principal foyer de population de la Grèce, avec 3,7 millions d'habitants sur un territoire métropolitain de 428 km2, sur un total de 11,125 millions de Grecs environ (au 1er janvier 2006), soit près d'un tiers de la population du pays.

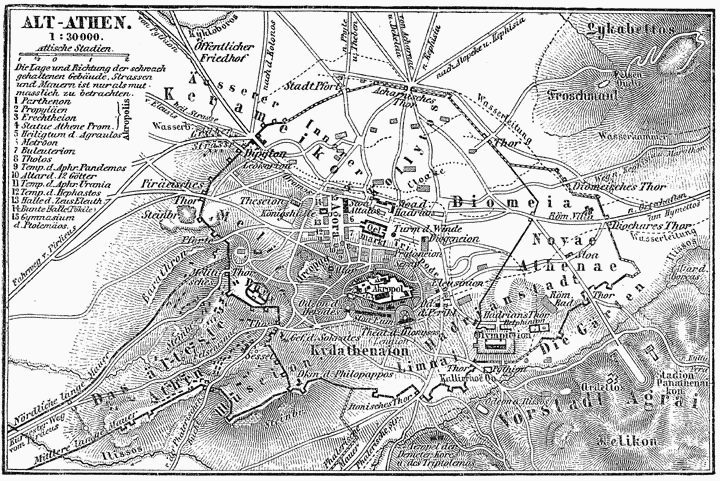
Carte d'Athènes (1888).

Évolution de la population à travers les âges :
| Année                           | Population de la cité | Population de l'aire urbaine | Population de métro |
| ------------------------------- | --------------------- | ---------------------------- | ------------------- |
| 1833                            | 4 000                 | –                            | –                   |
| 1870                            | 44 500                | –                            | –                   |
| 1896                            | 123 000               | –                            | –                   |
| 1921 (avant échange population) | 473 000               | –                            | –                   |
| 1921                            | 718 000               | –                            | –                   |
| 1971                            | 867 023               | –                            | –                   |
| 1981                            | 885 737               | –                            | –                   |
| 1991                            | 772 072               | –                            | 3 444 358           |
| 2001                            | 745 514               | 3 165 823                    | 3 761 810           |
| 2011                            | 664 046               | 3 090 508                    | 3 737 550           |

La cité moderne d'Athènes est constituée de villes et villages autrefois distincts, qui avec l'expansion démographique du XXe siècle ont fini par former une agglomération. Celle-ci comprend aujourd'hui 54 municipalités (δήμος), la plus importante étant la ville d'Athènes (Δήμος Αθηναίων / Dhímos Athinéon), avec près d'un million d'habitants (la deuxième étant Le Pirée). Le nom d'Athènes peut ainsi désigner l'agglomération entière (aussi appelée le grand Athènes) ou la ville d'Athènes, ou même juste le centre-ville. Voir ci-dessous la liste des municipalités.

## Transports

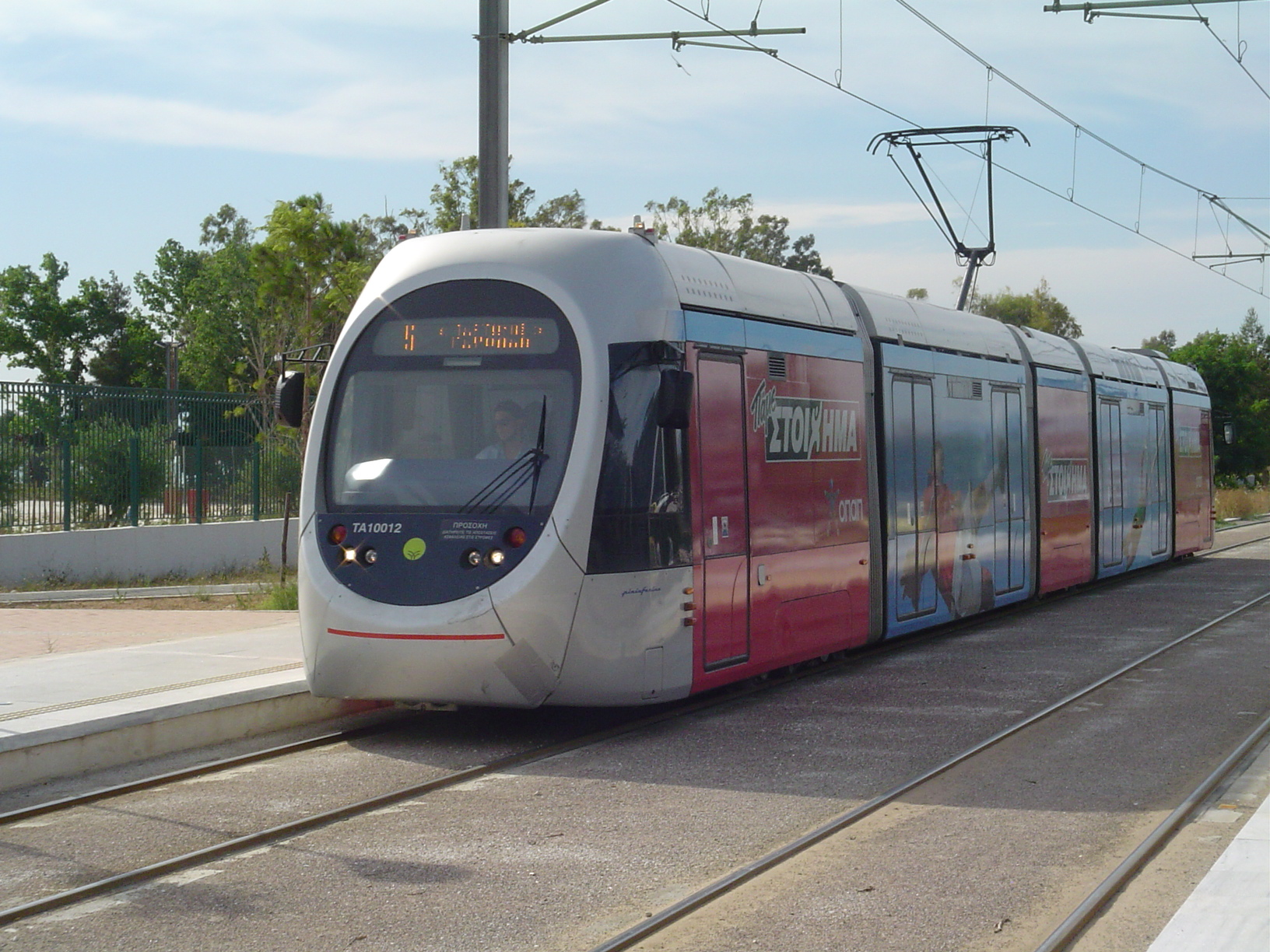
La rame TA10012 du tramway d'Athènes, sur la ligne 5.

### Transport en commun

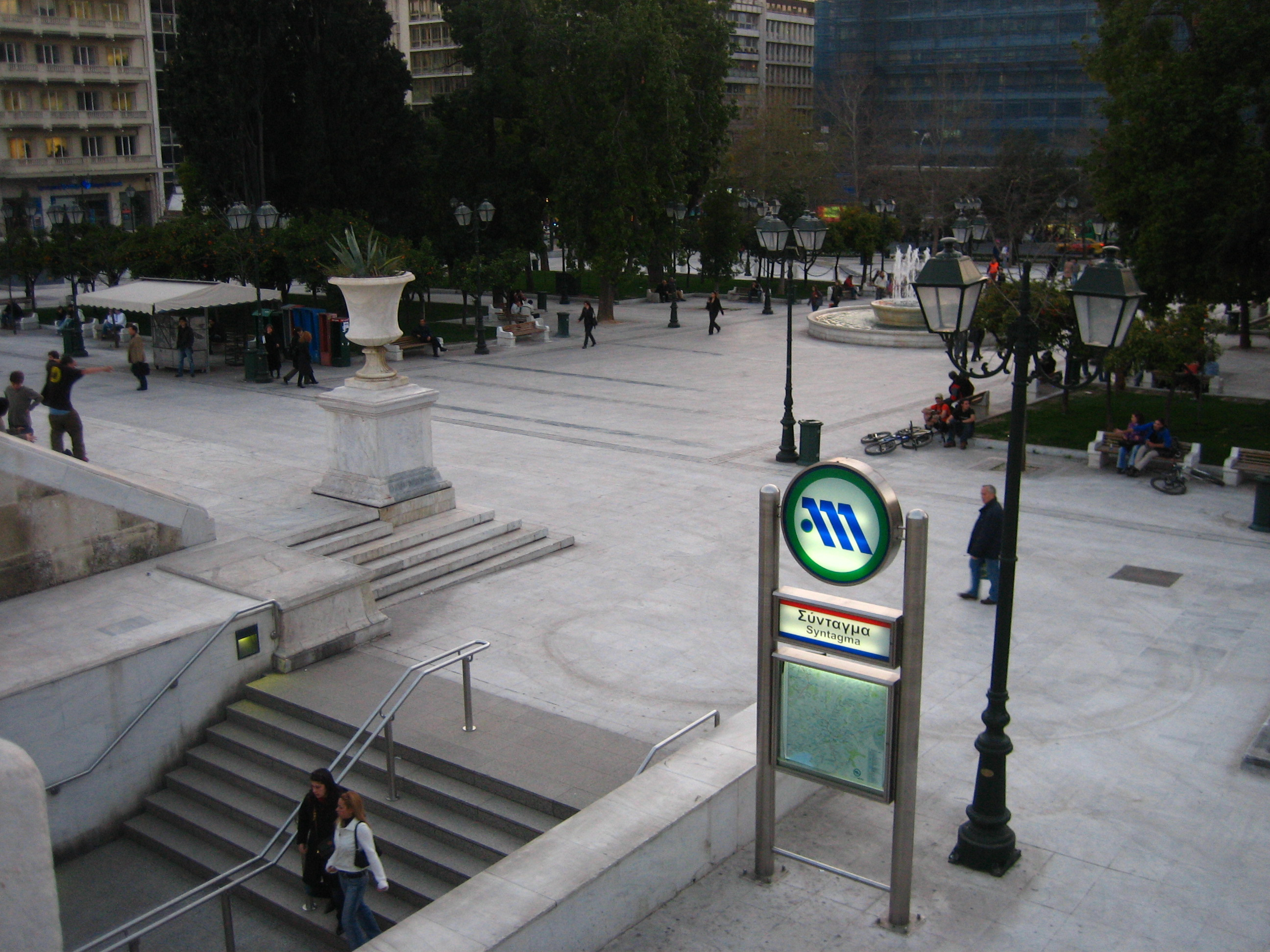
L'entrée de la station de métro de la Place Sýntagma

Athènes dispose d'un réseau dense de trolleybus et d'autobus. Afin de lutter contre la pollution, une part croissante des autobus fonctionne au gaz naturel pour véhicules (GNV).
Le métro, dont la première ligne (la ligne verte nommée également ISAP) date de 1904, a été complété par deux lignes modernes (les lignes rouge et bleue) en 2000 et s'étend jusqu'à l'aéroport. Trois lignes de tramway (3, 4 et 5), ont été mises en service pour les Jeux olympiques de 2004 : deux d'entre elles relient le centre d'Athènes (départ près de Syntagma). La ligne 3 assure la desserte entre Voúla (sud-est de l'agglomération) et le Pirée (terminus S.E.F.) tandis que la ligne 4 relie Le Pirée à la place Syntagma. Quant à la ligne 5, elle relie Voúla à la place Syntagma.

### Port
Le port du Pirée relie par voie maritime, différents ports de la région et différentes îles d'autres régions de la Grèce.

### Transport ferroviaire
Un train rapide du réseau Proastiakós relie également la gare centrale (Larisis) à la banlieue attique en direction de l'aéroport — il emprunte la même voie que le métro entre Doukissis Plakentias et l'aéroport international Elefthérios-Vénizélos.

### Transport aerien
L'aéroport international Elefthérios-Vénizélos (code AITA : ATH) est construit par une entreprise allemande, a remplacé en 2001 l'ancien aéroport d'Elliniko (Hellinikon International Airport).

### Taxi
À ces transports en commun, il faut ajouter les taxis, omniprésents dans la capitale hellène, et qui ont la particularité de prendre à la fois plusieurs passagers se rendant vaguement dans la même direction.
Avant ces développements, se déplacer à Athènes s'avérait très problématique, que ce soit à cause de la vétusté des équipements ou de la lenteur du trafic. Un apport des JO de 2004 est donc ce réseau efficace métro-tramway-bus qui semble avoir apporté une solution au problème du transport athénien. Néanmoins, le tramway n'est pas prioritaire sur le reste du trafic, ce qui occasionne une certaine lenteur et limite ainsi ses performances.

## Autoroutes
Deux autoroutes principales de Grèce partent d'Athènes, à savoir la  , en direction du nord vers la deuxième plus grande ville de Grèce, Thessalonique et le poste frontière d'Evzones et la   en direction ouest, en direction de la troisième plus grande ville de Grèce, Patras.
La zone métropolitaine d'Athènes est desservie par le réseau autoroutier à péage Attiki Odos : son tronçon principal, l', s'étend de la banlieue industrielle ouest d'Elefsina jusqu'à l'aéroport international d'Athènes ; tandis que deux rocades, à savoir la rocade d'Aigaleo  et la rocade d'Hymette , desservent respectivement des parties de l'ouest et de l'est d'Athènes. La longueur de l'Attiki Odos sur toute sa longueur est de 65 km, ce qui en fait le plus grand réseau autoroutier métropolitain de toute la Grèce.

## Administration

### Nome d'Athènes
Le nome d'Athènes est l'une des 54 préfectures de Grèce. Il fait partie de la périphérie d'Attique. Son chef-lieu est Athènes. Ce nome, d'une superficie très réduite mais densément peuplé, recouvre la partie centrale de l'agglomération athénienne. Il est divisé en plusieurs municipalités et communautés (listées dans l'article détaillé).

### Districts de la municipalité d'Athènes

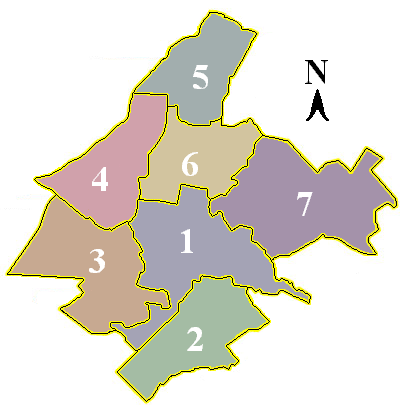
Les 7 districts de la municipalité d'Athènes.

La municipalité d'Athènes est divisée en 7 districts ou « Dimotika Diamerismata » (numérotés de 1 à 7). Cette division en district est principalement utilisée à des fins administratives.

## Jumelages
Athènes est jumelée ou a des partenariats avec les villes suivantes :
- Washington (États-Unis)
- Los Angeles (États-Unis) depuis le 10 février 1984
- Chicago (États-Unis) depuis 1997
- Philadelphie (États-Unis)
- Boston (États-Unis)
- Athens (États-Unis)
- Montréal (Canada) depuis septembre 1997
- Naples (Italie)
- Gênes (Italie)
- Lisbonne (Portugal)
- Madrid (Espagne) depuis le 4 mai 1971
- Barcelone (Espagne)
- Prague (Tchéquie)
- Moscou (Russie)
- Pékin (Chine)
- Xi'an (Chine)
- Istanbul (Turquie)
- Belgrade (Serbie)
- Nicosie (Chypre) depuis le 28 juin 1988
- Beyrouth (Liban)
- Santiago (Chili) depuis le 21 octobre 1969
- Rabat (Maroc) depuis le 9 juillet 1990
- Cuzco (Pérou) depuis le 18 septembre 1991
- Erevan (Arménie)
- Sofia (Bulgarie)
- Varsovie (Pologne)
- Kiev (Ukraine)
- Tirana (Albanie)
- Tbilissi (Géorgie)
- Ljubljana (Slovénie)
- La Havane (Cuba)
- Bethléem (Palestine) depuis le 13 mai 1986
- Cluj-Napoca (Roumanie)
- Bucarest (Roumanie)
- Le Caire (Égypte)
- Séoul (Corée du Sud)
- Guadalajara (Mexique)